# Филарет (Денисенко)
Филаре́т (в миру Михаи́л Анто́нович Денисе́нко, укр. Михайло Антонович Денисенко; род. 23 января 1929, с. Благодатное, Амвросиевский район, Сталинский округ, Украинская ССР, СССР) — советский и украинский религиозный деятель. Герой Украины (2019).
С 20 октября 1995 года до 15 декабря 2018 и с 14 мая 2019 года предстоятель Украинской православной церкви Киевского патриархата с титулом «Патриарх Киевский и всея Руси-Украины».
Бывший архиерей Русской православной церкви, с 1966 по 1990 год — митрополит Киевский и Галицкий, патриарший экзарх всея Украины, затем — предстоятель Украинской православной церкви (Московского патриархата). В мае — июне 1990 года был местоблюстителем патриаршего престола Русской православной церкви. Являлся одним из кандидатов на патриарший престол в ходе избрания патриарха Московского на Поместном соборе в июне 1990 года. С 1991 года активно добивался самостоятельности Украинской православной церкви. В 1992 году с частью клира и мирян покинул Русскую православную церковь, образовав Украинскую православную церковь Киевского патриархата, не признанную ни одной из Поместных православных церквей.
Лишён сана в 1992 году, отлучён от церкви (анафематствован) Русской православной церковью в 1997 году. 11 октября 2018 года Синод Константинопольской православной церкви, «рассмотрев апелляцию» Филарета (Денисенко), восстановил его в церковном общении как епископа без кафедры («бывший митрополит Киевский и Галицкий»). Это решение не было признано ни Русской православной церковью, ни самим Филаретом (Денисенко).

## Биография

### Юность и молодые годы
Родился 23 января 1929 года в селе Благодатном Амвросиевского района Донецкой области в семье шахтёра Антона Дмитриевича Денисенко (1903—1943) и его жены Мелании Кирилловны. Дед погиб во время голода на Украине, а отец — в годы Великой Отечественной войны. Смерть отца оказала большое влияние на мировоззрение Михаила и его выбор стать священником.
В 1946 году по окончании средней школы поступил в третий класс Одесской духовной семинарии (до достижения требуемых по советскому законодательству полных 18 лет — в первые послевоенные годы эта норма не слишком строго соблюдалась на территориях, освобождённых от немецкой оккупации).
В 1948 году по окончании семинарии поступил в Московскую духовную академию.
1 января 1950 года на втором курсе академии был пострижен в монашество с именем Филарет и назначен исполняющим обязанности смотрителя Патриарших покоев в Троице-Сергиевой лавре.
15 января 1950 года патриархом Алексием I был рукоположён в иеродиакона. В 1951 году, в день Пятидесятницы, рукоположён во иеромонаха. В 1952 году по окончании академии со степенью кандидата богословия был назначен преподавателем Священного Писания Нового Завета в Московской духовной семинарии; исполнял также обязанности благочинного Троице-Сергиевой лавры.
В марте 1954 года получил звание доцента и назначен старшим помощником инспектора.
В августе 1956 года был возведён в сан игумена и определён инспектором Саратовской духовной семинарии.
С 1957 года — инспектор Киевской духовной семинарии.
12 июля 1958 года возведён в сан архимандрита и назначен ректором Киевской духовной семинарии. Пробыл ректором до закрытия семинарии в 1960 году. Как вспоминал протоиерей Павел Адельгейм, которого архимандрит Филарет выгнал из семинарии, Филарет произнёс воспитательную речь о любви к советской власти: «я сын шахтёра, стал архимандритом и ректором. При какой другой власти это могло бы случиться? Под чьим небом вы живёте? Чей хлеб едите? По чьей земле ходите? Вы неблагодарные, вас советская власть учит…» и т. д.

### 1960—1980-е годы
С 1960 года Филарет был управляющим делами Украинского экзархата. С мая 1961 по январь 1962 года — настоятель подворья РПЦ при Александрийском патриархате в Александрии (Египет).
4 февраля 1962 года был хиротонисан во епископа Лужского, викария Ленинградской епархии, и назначен управляющим Рижской епархией. Чин хиротонии совершали митрополит Ленинградский и Ладожский Пимен (Извеков), архиепископ Ярославский и Ростовский Никодим (Ротов) и епископы: Казанский и Марийский Михаил (Воскресенский), Тамбовский и Мичуринский Михаил (Чуб), Новгородский и Старорусский Сергий (Голубцов), Дмитровский Киприан (Зёрнов), Костромской и Галичский Никодим (Руснак).
16 июня 1962 года был освобождён от обязанностей викария Ленинградской епархии и назначен викарием Среднеевропейского экзархата со временным управлением Среднеевропейским экзархатом.
10 октября 1962 года был освобождён от временного управления Среднеевропейским экзархатом и 16 ноября того же года назначен епископом Венским и Австрийским.
С 22 декабря 1964 года — епископ Дмитровский, викарий Московской епархии и ректор Московской духовной академии и семинарии.
22 февраля 1965 года был назначен председателем комиссии по подготовке материалов для Богословской энциклопедии.
С 14 мая 1966 года — архиепископ Киевский и Галицкий, экзарх Украины и постоянный член Священного синода.
25 февраля 1968 года возведён в сан митрополита.
20 марта 1969 года включён в состав комиссии Священного синода по вопросам христианского единства, а с 16 декабря того же года — председатель филиала отдела внешних церковных сношений Московского патриархата в Киеве.
25 июня 1970 года назначен членом комиссии Священного синода для подготовки Поместного собора Русской православной церкви.
3 марта 1976 года избран в состав комиссии Священного синода по вопросам христианского единства и межцерковных сношений.
21—28 ноября 1976 года — глава делегации Русской православной церкви на первом Предсоборном всеправославном совещании в Женеве.
16 ноября 1979 года назначен председателем комиссии Священного синода по вопросам христианского единства.
17—23 мая 1980 года по приглашению митрополита Пражского и всей Чехословакии Дорофея находился в Чехословакии, где 20 мая Прешовским богословским факультетом ему присвоено звание доктора богословия «honoris causa».

### Начало 1990-х
3 мая 1990 года умер предстоятель РПЦ патриарх Пимен; в тот же день состоялось заседание Священного синода РПЦ, на котором Местоблюстителем Патриаршего престола был избран митрополит Киевский и Галицкий Филарет.
В конце 1980-х годов на территории УССР в результате политики «перестройки» и общей либерализации политической жизни произошло резкое обострение церковно-политической ситуации. В особенности это коснулось западноукраинских областей, где на волне растущих национал-сепаратистских настроений началось возрождение греко-католицизма (УГКЦ) и автокефалистских религиозных общин (УАПЦ). В этой ситуации иерархи Украинского экзархата РПЦ отказались от попыток диалога со священноначалием Украинской греко-католической церкви и предпочли занять бескомпромиссную позицию, что привело к массовому переходу клириков и мирян из канонической православной церкви в УГКЦ и УАПЦ, стихийному захвату собственности и имущества РПЦ на Западной Украине. Острое межконфессиональное противостояние привело к тому, что православные епархии были здесь подвергнуты разгрому.
Стремясь предотвратить углубление раскола православия и распространение униатства на Украине, Архиерейский собор РПЦ 30—31 января 1990 года принял решение о предоставлении более широкой автономии Украинскому экзархату, который получил финансовую самостоятельность, право именоваться Украинской православной церковью и иметь собственный Синод, которому передавалась высшая судебная, законодательная и исполнительная церковная власть в епархиях, расположенных на её территории.
6 июня 1990 года в Патриаршей резиденции в Даниловом монастыре состоялся Архиерейский собор, избравший трёх кандидатов на Патриарший престол: митрополита Ленинградского и Новгородского Алексия (Ридигера), митрополита Ростовского и Новочеркасского Владимира (Сабодана) и митрополита Киевского и Галицкого Филарета. Имея давние и тесные связи с руководством СССР и КГБ, Филарет рассчитывал, что именно он возглавит Русскую православную церковь. По словам митрополита Никодима, «он пошёл накануне выборов к А. И. Лукьянову и говорит, что есть договорённость с ЦК, что именно он будет Патриархом. На что Лукьянов ответил: „Михаил Антонович, теперь мы вам не можем помочь: как решит Собор, так и будет“». В результате тайного голосования 7 июня членами Поместного собора Филарет получил 66 голосов, тогда как за митрополита Алексия было отдано 139 голосов, за митрополита Владимира — 107.
Этим же летом митрополит Филарет под предлогом необходимости нормализации церковной жизни на Украине стал стремиться к ещё большему расширению автономии УПЦ. 9 июля епископат Украинской православной церкви единогласно избрал Филарета её предстоятелем. Одновременно украинский епископат по инициативе митрополита Филарета принял «Обращение Украинской православной церкви о предоставлении ей независимости и самостоятельности в управлении». 10 июля Синод УПЦ принял постановление о мерах, направленных на расширение автономии Украинского экзархата, что вновь мотивировалось сложной религиозно-политической ситуацией на Украине. В связи с принципиальной значимостью данного вопроса он был вынесен на обсуждение на Архиерейском соборе РПЦ 25—27 октября 1990 года.
Архиерейский собор РПЦ 25—27 октября 1990 года преобразовал Украинский экзархат в Украинскую православную церковь, предоставил ей независимость и самостоятельность в управлении и постановил, что предстоятель УПЦ избирается украинским епископатом и благословляется Святейшим Патриархом Московским и всея Руси. Он носит титул «Митрополит Киевский и всея Украины». 28 октября Патриарх Алексий II прибыл в Киев, чтобы торжественно объявить о независимости УПЦ. В текст Патриаршей грамоты от 27 октября 1990 года было включено благословение Филарету быть предстоятелем Украинской православной церкви. 22—23 ноября 1990 года в Киеве состоялся I Поместный собор УПЦ, на котором был принят новый Устав УПЦ.
К середине 1990 года процесс разделения украинского православия на каноническое (УПЦ) и автокефалистское (УАПЦ) в основном приостановился. В УАПЦ к этому времени ушло около 1,5 тыс. приходов, ранее находившихся в юрисдикции УПЦ, но во второй половине 1990 — первой половине 1991 г. положение фактически стабилизировалось — в юрисдикции УПЦ оставалось около 5 тыс. общин. Летом 1991 года, однако, произошло радикальное изменение ситуации. После того, как в июне 1990 года Верховный Совет УССР принял Декларацию о государственном суверенитете Украины, большая часть коммунистической номенклатуры ради сохранения своего положения в новых условиях пошла на союз с националистическими кругами.
24 августа 1991 года Верховный Совет УССР объявил о выходе Украины из состава СССР. Сохранившие господствующее положение в руководстве независимой Украины представители бывшей партийной номенклатуры, разделившие власть с западноукраинскими националистическими деятелями, повели страну к разрыву с Россией во всех сферах, в том числе и церковной. Первый президент независимой Украины Леонид Кравчук решил добиваться создания независимой поместной украинской православной церкви, которая бы находилась вне юрисдикции Москвы, путём поддержки автокефального статуса для канонической УПЦ. И митрополит Филарет, прежде выступавший против полной автокефалии Украинской Церкви, к осени 1991 года стал активным её сторонником.
Новая концепция украинского православия была представлена митрополитом Филаретом на Соборе УПЦ, проходившем 1—3 ноября 1991 г. в Киево-Печерской лавре. Архиерейский собор УПЦ единогласно принял решение о полной независимости, то есть автокефалии Украинской православной церкви, и обратился к Патриарху Алексию II и епископату РПЦ с просьбой о даровании УПЦ канонической автокефалии. В определении Собора, отражавшем новую согласованную политику митрополита Филарета и президента Украины Кравчука, отмечалось: «…независимая Церковь в независимом государстве является канонически оправданной и исторически неизбежной…». Утверждалось также, что «дарование автокефалии Украинской Православной Церкви будет способствовать укреплению единства Православия на Украине, содействовать ликвидации возникшего автокефального раскола, противостоять униатской и католической экспансии, служить примирению и установлению согласия между враждующими ныне вероисповеданиями, сплочению всех национальностей, проживающих на Украине, и тем самым вносить вклад в укрепление единства всего украинского народа».
31 марта — 5 апреля 1992 года состоялся Архиерейский собор РПЦ, в котором приняло участие 97 архиереев РПЦ, включая 20 архиереев с Украины. Длительное обсуждение церковной ситуации на Украине и статуса УПЦ, проводившееся в условиях, исключавших давление на украинских архиереев, позволило получить адекватное представление о церковной жизни на Украине. Мнения, высказывавшиеся архиереями, разделились, однако в итоге не только российские иерархи, но и подавляющее большинство украинских епископов высказались против предоставления полной самостоятельности УПЦ, главным образом потому, что при полной самостоятельности православная Церковь на Украине будет вынуждена в одиночку противостоять «униатской агрессии», а раскольники из УАПЦ всё равно не прекратят своей разрушительной деятельности. Большинство архиереев украинских епархий дезавуировали свои подписи, поставленные под обращением с просьбой о даровании автокефалии, объяснив, что они действовали под принуждением, опасаясь притеснений со стороны митрополита Филарета и украинских властей.
Обсуждение проблемы автокефалии постепенно переросло в дискуссию об аморальном поведении митрополита Филарета и его грубых ошибках в управлении Украинской Церковью. На Соборе были зачитаны также обращения и телеграммы от духовенства и мирян Украины с просьбами остановить насильственно насаждаемую автокефалию УПЦ. Заслушав все доводы сторонников и противников автокефалии, Собор перенёс рассмотрение вопроса на Поместный собор РПЦ. Подводя итог дискуссии, предстоятель РПЦ Патриарх Алексий II сказал: 

Все мы в ответе за то, что происходит на Украине, но с предстоятеля Украинской Церкви спрос особый. Мы просим владыку Филарета ради блага Православия на Украине, ради нашего единства, во имя спасения Церкви на Украине уйти со своего поста и предоставить епископам Украины возможность выбрать нового предстоятеля.
 На уходе митрополита Филарета со своего поста настаивали и многие другие иерархи.
Будучи обвинённым в том, что он ведёт аморальный образ жизни и не соответствует требованиям, предъявляемым к личности, способной объединить вокруг себя всех православных клириков и мирян на Украине, Филарет дал архипастырское слово подать в отставку, но попросил предоставить украинскому епископату возможность провести выборы нового предстоятеля Украинской православной церкви в Киеве. Патриарх пообещал митрополиту Филарету, что тот сможет продолжить архипастырское служение на одной из кафедр Украины. Когда же со стороны украинских архиереев были высказаны сомнения по поводу того, можно ли верить словам митрополита Филарета, тот по настоянию Патриарха перед крестом и Евангелием подтвердил своё обещание сложить полномочия, как только соберётся Собор УПЦ; он также обещал немедленно провести заседание Синода УПЦ для восстановления на своих кафедрах незаконно смещённых им епископов.
Однако, вернувшись в Киев, Филарет объявил пастве, что не признаёт обвинений, выдвинутых якобы за его просьбу даровать Украинской церкви независимость, и что он будет возглавлять Украинскую православную церковь до конца своих дней, поскольку он «дан Богом украинскому Православию». Священный синод РПЦ дважды призывал Филарета исполнить данные перед Крестом и Евангелием обещания, но Филарет все обращения игнорировал, заручившись поддержкой некоторых радикально настроенных украинских депутатов и общественных деятелей националистического направления. После безуспешных призывов к Филарету Священный синод РПЦ поручил старейшему по хиротонии архиерею Украины митрополиту Харьковскому Никодиму (Руснаку) созвать Архиерейский собор Украинской церкви для решения вопроса дальнейшего служения митрополита Филарета. Филарет был приглашён на Собор, но приглашение проигнорировал, пытаясь оказывать давление на членов Собора посредством националистически настроенных политиков украинского парламента.
26 мая Филарет собрал в Киеве своих сторонников на так называемую «Всеукраинскую конференцию по защите канонических прав Украинской православной церкви». Конференция, в которой не принял участие ни один из украинских архиереев, отвергла майские решения Священного Синода РПЦ. Небольшая группа сторонников Филарета, стремясь вовлечь в церковный конфликт на Украине Константинопольского Патриарха Варфоломея I, обратилась к нему с посланием, в котором заявлялось об отвержении акта 1686 года о передаче Киевской Митрополии из юрисдикции Константинопольской церкви в ведение Московского Патриархата. 30 мая Филарет направил Патриарху Варфоломею послание, в котором обвинил Московскую Патриархию в «антиканонической деятельности» и в том, что она «фактически учинила раскол в лоне Украинской православной церкви». Филарет просил Варфоломея I принять его вместе с ближайшими помощниками под свою юрисдикцию.
27 мая 1992 года Архиерейский собор Украинской православной церкви, собравшийся в Харькове в составе 18 архиереев под председательством митрополита Харьковского Никодима (Руснака), «выразил недоверие митрополиту Филарету (Денисенко) и уволил его с Киевской кафедры <…>, запретив ему священнослужение впредь до решения Архиерейского Собора Матери-Церкви». Сам Филарет утверждает, что Харьковский собор расколол православие на Украине и был организован российскими спецслужбами.

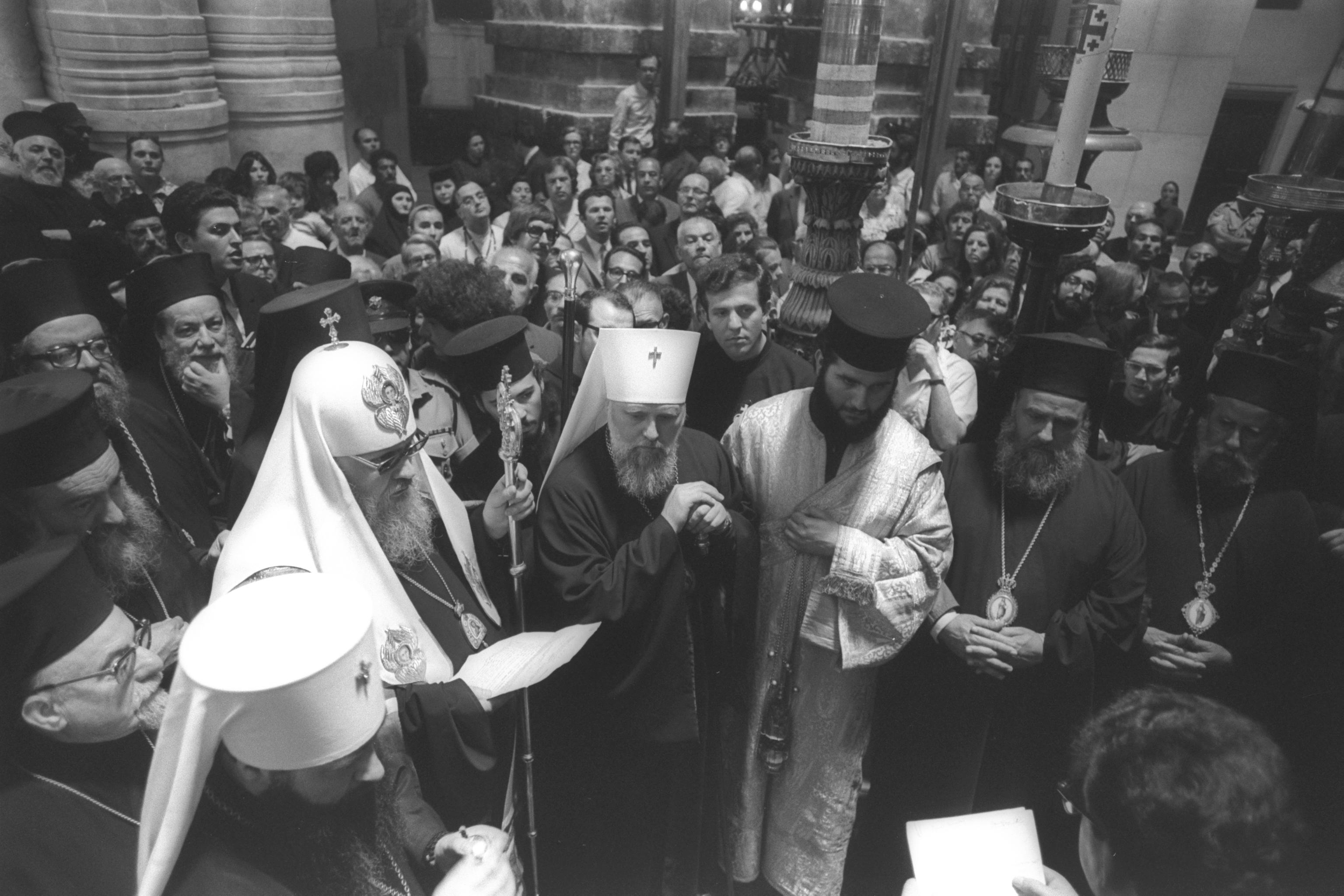
Патриарх Московский и вся Руси Пимен и митрополит Киевский и Галицкий Филарет, Иерусалим, 1972
Поместный собор РПЦ в 1990 году. Четвёртый слева — местоблюститель Патриаршего престола митрополит Киевский и Галицкий Филарет

### Извержение из сана и анафема
11 июня 1992 года Архиерейский собор Русской православной церкви постановил «извергнуть митрополита Филарета (Денисенко) из сущего сана, лишив его всех степеней священства и всех прав, связанных с пребыванием в клире», за «жестокое и высокомерное отношение к подведомственному духовенству, диктат и шантаж (Тит. 1, 7-8; святых апостолов правило 27-е), внесение своим поведением и личной жизнью соблазна в среду верующих (Мф. 18, 7; Первого Вселенского Собора правило 3-е, Пято-Шестого Вселенского Собора правило 5-е), клятвопреступление (святых апостолов правило 25-е), публичную клевету и хулу на Архиерейский Собор (Второго Вселенского Собора правило 6-е), совершение священнодействий, включая рукоположения в состоянии запрещения (святых апостолов правило 28-е), учинение раскола в Церкви (Двукратного Собора правило 15-е)». Все рукоположения, совершённые Филаретом в запрещённом состоянии с 27 мая 1992 года, и наложенные им прещения были признаны недействительными.
Филарет, лишённый священного сана, своей отставки не признал, и в этом он получил защиту у украинских властей. Милиция совместно с членами организации УНА-УНСО не допустила в митрополичью резиденцию делегацию представителей УПЦ, которые пришли принять дела у низложенного Филарета. То же самое произошло у входа в кафедральный Владимирский собор, когда туда приехал новоизбранный предстоятель УПЦ — митрополит Киевский и всея Украины Владимир. Члены УНА-УНСО перекрыли подступы к храму и забаррикадировались изнутри. Чтобы избежать кровопролития среди православных, митрополит Владимир призвал не применять силу и отправился в Киево-Печерскую Успенскую лавру, которую боевики из УНА-УНСО не смогли взять штурмом, натолкнувшись на сопротивление монахов и верующих, на стороне которых выступило подразделение ОМОН «Беркут», прибывшее для обороны лавры от националистов. Владимирский собор, однако, остался в руках Филарета и его приверженцев.
Государственное вмешательство в церковные дела продолжилось. При поддержке президента Кравчука Филарет сохранил за собой контроль за денежными средствами УПЦ. Президент своим указом сместил председателя Совета по делам религий Н. А. Колесника и заменил его Арсеном Зинченко, сторонником Филарета. Кравчук и Зинченко объявили незаконными решения харьковского Архиерейского собора УПЦ. Президиум Верховной рады Украины принял заявление, в котором харьковский Собор объявлялся не только незаконным, но и неканоническим.

### Деятельность в УПЦ КП
Оказавшись в полной изоляции со стороны канонического Православия, Филарет нашёл для себя единственный выход — пойти на объединение с УАПЦ, которую он ещё недавно обличал как раскольническую. 25—26 июня 1992 года в киевской приёмной Филарета (ул. Пушкинская, 36) прошло собрание нескольких епископов УАПЦ, депутатов Верховной рады Украины, обслуживающего персонала митрополии, именовавшееся Объединительным собором двух церквей — УПЦ и УАПЦ. Решением «собора» УПЦ и УАПЦ были упразднены, а всё их имущество, финансы и средства были объявлены собственностью вновь созданной организации, названной «Украинская православная Церковь Киевского Патриархата». Её руководителем решено было считать проживавшего в США 94-летнего патриарха УАПЦ Мстислава (Скрипника), заместителем — Филарета (Денисенко), управляющим делами — Антония (Масендича). Фактически всей деятельностью УПЦ КП руководил Филарет, что впоследствии и привело к конфликту с бывшими иерархами УАПЦ, вошедшими в УПЦ КП.
После смерти в 1993 году престарелого Мстислава УАПЦ вышла из союза с УПЦ КП. Её возглавил Димитрий (Ярема), получивший в УАПЦ сан патриарха, тогда как патриархом УПЦ КП стал Владимир (Романюк).
В 1995 году Владимир умер при невыясненных обстоятельствах, и 20 октября 1995 года Поместным собором УПЦ КП Филарет был избран предстоятелем УПЦ КП, Патриархом Киевским и всея Руси-Украины. Интронизация состоялась 22 октября 1995 года во Владимирском кафедральном соборе Киева.
Филарет неоднократно высказывал идею создания «параллельной, самодостаточной семьи церквей» через объединение непризнанных православием юрисдикций. Ему удалось вступить в евхаристическое общение с болгарским «альтернативным синодом», Черногорской православной церковью, Македонской православной церковью. В православной среде идею Денисенко, противоречащую догмату о Церкви, назвали «двуцерковной ересью».
В 1995 году Филарет создал в России структуру, получившую название «Российская православная церковь Киевского патриархата» (РПЦ-КП) и «Истинно-православная церковь Киевского патриархата» (ИПЦ-КП). Первыми епископами в России Филарет поставил изгнанных из РПЦЗ и лишённых сана по обвинению в раскольничестве архимандрита Адриана (Старину) из Ногинска и архимандрита Иоасафа (Шибаева) из Обояни, а также Варуха (Тищенкова) из Тобольска. Созданная в России «альтернативная» структура показала полную свою несостоятельность и неуправляемость.
21 февраля 1997 года на Архиерейском соборе Русской православной церкви в Свято-Даниловом монастыре в Москве монах Филарет (Денисенко) был отлучён от церкви и предан анафеме. Постановлением Собора в вину Филарету вменялось: «Монах Филарет не внял обращённому к нему от лица Матери-Церкви призыву к покаянию и продолжал в межсоборный период раскольническую деятельность, которую он простёр за пределы Русской Православной Церкви, содействуя углублению раскола в Болгарской Православной Церкви и принимая в общение раскольников из других Поместных Православных Церквей». Филарет отлучения не признал, поскольку оно, с его точки зрения, было совершено по политическим мотивам и поэтому не имеет силы.
Решения Архиерейских соборов РПЦ в отношении Филарета были признаны всеми Поместными православными церквами (в том числе и Константинопольской церковью). В частности, патриарх Константинопольский Варфоломей 26 августа 1992 года в ответе на письмо патриарха Московского Алексия II по поводу низложения митрополита Киевского Филарета писал: «Наша Святая Великая Христова Церковь, признавая полноту исключительной по этому вопросу компетенции Вашей Святейшей Русской Церкви, принимает синодально решённое о вышесказанном». В письме патриарха Варфоломея патриарху Алексию II от 7 апреля 1997 года об анафематствовании Филарета Денисенко указано: «Получив уведомление об упомянутом решении, мы сообщили о нём иерархии нашего Вселенского Престола и просили её впредь никакого церковного общения с упомянутыми лицами не иметь».
Тем не менее, в октябре 2018 года Константинопольский патриархат, ссылаясь на своё каноническое право рассматривать апелляции от клириков других поместных церквей, принял решение снять с Филарета анафему и восстановить его в епископском сане (см. ниже).
25 марта 2000 года синод УПЦ КП издал «томос» о создании греческого экзархата во главе с «архимандритом» Тимофеем (Кутальяносом), рукоположённым 26 марта в «митрополита Корсунского». Рукоположив нового «Экзарха всея Греции», Филарет через украинский МИД обратился к послу Украины в Греции с предписанием содействовать укреплению позиций «экзархата» в Греции. В результате действий украинского посла, вынужденного выполнять это предписание, Священный Синод Элладской Церкви сделал следующее заявление: «Святая Автокефальная Элладская Православная Апостольская Церковь, так же как и все остальные Поместные Православные Церкви, с которыми она находится в Евхаристическом Общении, никогда не признавала существования на Украине Автокефального Православного Патриархата, в том числе так называемого „Киевского Патриархата“».

### Политическая активность
В марте 2013 года Филарет от лица возглавляемого им Киевского патриархата призвал украинцев и поляков к взаимному прощению за Волынскую резню в годы Второй мировой войны.
Во время событий декабря 2013 — января 2014 года неоднократно выступал в поддержку Евромайдана. После аннексии Крыма Российской Федерацией выступил с резкой критикой Владимира Путина, сравнивая его действия с действиями Адольфа Гитлера.
С началом вооружённого противостояния на востоке Украины одобрил действия украинской армии в Донецкой и Луганской областях: «Украине надо закрыть границу и ликвидировать всех террористов», «В чем ложь тех, не всех, а тех сепаратистов, живущих в Донбассе? Неправда в том, что они не признают, что Донбасс - это веками украинская земля.».
В феврале 2015 года посетил с визитом США, принял участие в «молитвенном завтраке» с участием президента США Барака Обамы, вручил сенатору Джону Маккейну орден святого Владимира I степени в знак благодарности за помощь Украине в защите её независимости.
Роман Лункин в 2015 году отмечал, что «Киевский патриархат часто занимает агрессивную, милитаристскую позицию, а сам патриарх Филарет озвучивает антироссийскую риторику».
В ноябре 2017 года направил письмо патриарху Московскому Кириллу и епископату Русской православной церкви, в котором изъявил желание преодоления раскола и надежду на взаимное примирение, просил об отмене «всех решений, в том числе о прещениях и отлучениях… ради достижения Богом заповеданного мира между единоверными православными христианами и примирения между народами. <…> Прошу прощения во всём, чем согрешил словом, делом и всеми моими чувствами, и так же от сердца искренне прощаю всем».

### Создание ПЦУ и «проблема Филарета»
В апреле 2018 года президент Украины Пётр Порошенко направил Вселенскому патриарху Варфоломею обращение о даровании Украинской церкви автокефалии; незадолго до этого предстоятели Киевского патриархата и УАПЦ подписали и передали президенту Петру Порошенко аналогичные обращения.
7 сентября, по сообщению представительства Константинопольского патриархата при Всемирном совете церквей, «в рамках подготовки решения о предоставлении независимости православной церкви на Украине» Константинопольский патриархат назначил в Киев двух экзархов. Прибыв в Киев, совершая поездки по епархиям и общаясь с епископами различных православных юрисдикций, экзархи Константинопольского патриарха пытались разобраться в церковной ситуации на Украине и подготовить условия для создания единой поместной церкви. Несмотря на сугубо непубличный характер их деятельности, от кругов, близких к руководству УПЦ КП и к Администрации президента, стало известно, что одним из центральных вопросов, решение которого они пытались найти, стала «проблема Филарета».
После того как в 1997 году Русская православная церковь наложила анафему на «бывшего Киевского митрополита Филарета», патриарх Константинопольский Варфоломей неоднократно делал заявления, которые невозможно было интерпретировать иначе, как фактическое признание этого акта. Ни иерархи Константинопольского патриархата, ни епископы других православных церквей не поддерживали церковного общения ни с патриархом Филаретом, ни с другими архиереями Киевского патриархата, который он возглавлял. В результате укоренившейся в мировом православии негативной (раскольнической) репутации Филарета патриарх Варфоломей счёл крайне нежелательным его избрание в качестве предстоятеля создаваемого на Украине нового церковного объединения, поскольку к такому объединению вряд ли бы присоединились архиереи УАПЦ, не говоря уже о сторонниках автокефалии из УПЦ Московского патриархата.
Решением этой проблемы могло бы стать принятие Филарета в общение с Константинопольским патриархатом через процедуру покаяния, тогда как епископам, рукоположённым в УПЦ КП и УАПЦ, в новой религиозной структуре предстояло пройти новые рукоположения. При таком решении в перспективе можно было бы рассчитывать на облегчение признания новой структуры другими поместными церквями. Во главе её должен был стать не раскольник Филарет, а другой иерарх — в идеале, один из иерархов УПЦ МП. Возобладал, однако, иной подход, предполагавший принятие в состав новой структуры всех желающих епископов из УПЦ КП, УАПЦ и УПЦ МП без процедуры покаяния и повторных рукоположений. Но и этот подход предполагал удаление патриарха Филарета от активного церковного служения.
В начале октября Константинопольский патриархат объявил о начале процесса предоставления автокефалии Церкви Украины и восстановил в духовном сане предстоятелей Украинской православной церкви Киевского патриархата и Украинской автокефальной православной церкви.
По итогам заседания Синода Константинопольского патриархата, состоявшегося 9—11 октября, в части, касающейся Филарета, было официально сообщено следующее:

Принять прошения об апелляции от Филарета (Денисенко), Макария (Малетича) и их последователей, которые оказались в схизме не из догматических причин, — в соответствии с каноническими прерогативами Константинопольского патриарха получать такие обращения от иерархов и других священнослужителей всех автокефальных Церквей. Таким образом, упомянутые выше лица были канонически восстановлены в своём епископском и священническом сане, также было восстановлено общение их паствы с Церковью.
По словам архиепископа Иова (Гечи) (Вселенский патриархат),  решение означает, что Филарет рассматривается Вселенским патриархатом как «бывший митрополит Киевский». Епископ Макарий (Гриниезакис), викарий Таллинской митрополии, помощник патриарха Варфоломея, постоянный профессор Патриаршей академии Крита, дал следующие разъяснения принятых решений: «<…> на последнем заседании Священного Синода Вселенского Патриархата были изучены вопросы апелляций „эклита“ [право верховного церковного суда заслушивать дела, по которым подана апелляция, — прим. перев.] Филарета (Денисенко) и Макария (Малетича) и относящихся к ним епископов и духовенства. После тщательного изучения этих требований было решено возвратить обоих истцов, а также относящихся к ним епископов, священнослужителей и мирян в каноническое поле. Это означает, что отныне Филарет и Макарий являются каноничными иерархами Церкви и имеют каноничный архиерейский сан. То же самое, конечно, относится и к их другим епископам, духовенству и мирянам, которые воспринимали от них священные таинства. <…> Мы бы узаконили раскол, если бы сказали Филарету и Макарию: „Идите в Православную Церковь и мы признаем вас как патриархов и архиепископов“. Но было не так. <…> Патриарху Варфоломею и Синоду удалось объединить две раскольнические группы, восстановить их в каноничности без запросов со стороны этих организаций относительно должностей и почестей».
Однако уже во второй половине октября стало очевидно, что «проблема Филарета» не решена. Сам Филарет продолжал считать себя патриархом — в частности, на пресс-конференции 11 октября 2018 года он заявил: «Я был патриархом, есть и буду». 20 октября Синод УПЦ КП изменил титулование, утвердив полный и краткий варианты титула, добавив туда упоминание о Киеве как «Матери городов русских» и о Киево-Печерской и Почаевской лаврах, а также допустив титулование без использования титула «патриарх» в сношениях с другими церквами. Полный титул предстоятеля церкви: «Святейший и Блаженнейший Филарет, Архиепископ и Митрополит Киева — матери городов Русских, Галицкий, Патриарх Всея Руси-Украины, Свято-Успенских Киево-Печерской и Почаевской лавр Священно-архимандрит». В сношениях с другими поместными православными церквами допустимой формой стали «Блаженнейший Архиепископ (имя), Митрополит Киевский и всей Руси-Украины» и производные от него.
В ноябре в Киев прибыл личный представитель патриарха Варфоломея митрополит Галльский Эммануил, который, встретившись с Филаретом, дал понять, что получение томоса об автокефалии возможно только на условии письменного отказа Филарета от претензий на статус предстоятеля в новой церкви. Патриарх Филарет вынужден был подписать такую бумагу, но внёс в неё пожелание, чтобы новую церковь возглавил митрополит Переяславский и Белоцерковский Епифаний (Думенко). 10 ноября украинские СМИ сообщили, что предстоятели УПЦ КП и УАПЦ в письмах патриарху Варфоломею подтвердили своё согласие не выдвигать свои кандидатуры на пост предстоятеля единой автокефальной церкви.

### Борьба за власть в ПЦУ
13 декабря патриарх Филарет созвал собор епископов УПЦ КП, на котором потребовал, чтобы митрополит Епифаний был признан единым кандидатом от Киевского патриархата в предстоятели новой церкви. Большинством голосов такое решение было принято, но не менее десятка епископов УПЦ КП голосовали против. В тот же день Филарет наградил бывшего заместителя директора ЦРУ по спецоперациям Джека Девайна орденом Святого Андрея Первозванного за поддержку со стороны властей США в обеспечении независимости Украины и создании единой поместной Украинской православной церкви.
Перед началом Объединительного собора, состоявшегося 15 декабря 2018 года, УПЦ КП (параллельно с УАПЦ) провела свой Собор, на котором было принято решение о самороспуске, а её архиереи приняли участие в образовании единой поместной Православной церкви Украины. Решение о роспуске УПЦ КП было принято по требованию митрополита Эммануила (Адамакиса), руководившего Объединительным собором от лица Константинопольского патриархата. Филарет до последнего момента на это не соглашался, требуя гарантий, что предстоятелем ПЦУ, которому Вселенский патриархат должен будет вручить томос об автокефалии, будет избран его ставленник — митрополит Переяславский и Белоцерковский Епифаний (Думенко). Как рассказывали участники Объединительного собора, лишь после того как Порошенко уговорил конкурировавшего с Епифанием митрополита Михаила (Зинкевича) снять свою кандидатуру с выборов, патриарх Филарет подписал решение о самороспуске УПЦ КП.
По всей видимости, уже тогда Филарет полагал, что митрополит Епифаний станет предстоятелем «для внешнего мира», но внутри новой церкви власть сохранит за собой именно он — патриарх Филарет. Однако эта схема вряд ли могла устроить епископов УАПЦ и УПЦ (МП), которые решили бы войти в состав новой структуры. Не соответствовала она и намерениям Константинопольского патриархата, которому ещё предстояло бороться за признание ПЦУ другими поместными православными церквями, и сохранение за патриархом Филаретом властных полномочий ослабило бы переговорные позиции Константинополя. Ну и, безусловно, сам Епифаний рассчитывал на реальные властные полномочия в ПЦУ. Как бы то ни было, в декабре никто не захотел обострять отношения с патриархом Филаретом, рискуя провалом объединительного собора и неполучением томоса. Поэтому собор, состоявшийся 15 декабря, не прояснил новый статус Филарета.

### Статус Филарета в ПЦУ
После своего избрания предстоятелем Православной церкви Украины Епифаний (Думенко) в обращении к людям, собравшимся на Софийской площади, объявил Филарета (Денисенко) духовным наставником «Православной церкви Украины», который «будет и дальше почётным действующим пожизненно [наставником], помогающим нам совместно строить нашу единую поместную украинскую православную церковь». В ПЦУ заявили, что Филарет отныне является «почётным патриархом», однако в уставе ПЦУ, принятом 15 декабря, такой статус отсутствует.
6 января 2019 года Филарет не присутствовал на церемонии передачи Православной церкви Украины томоса об автокефалии, прошедшей в Стамбуле.  Не было его и на интронизации митрополита Епифания, которая состоялась в Киеве 3 февраля. После получения томоса митрополит Епифаний ни разу не совершал богослужений вместе с почётным патриархом Филаретом. За несколько месяцев с патриархом Филаретом не сослужил и никто из иерархов Константинопольского патриархата — таким образом, несмотря на каноническую реабилитацию Филарета, иерархи Вселенского патриархата продолжали воздерживаться от контактов с ним.
5 февраля Синод ПЦУ подтвердил, что патриарх Филарет сохраняет за собой статус правящего епископа. Он был утверждён постоянным членом Синода ПЦУ и управляющим Киевской епархией в составе приходов и монастырей Киева, которые пребывали в подчинении у него как патриарха Киевского и всея Руси-Украины (за исключением Свято-Михайловского Златоверхого монастыря). При этом Филарет (Денисенко), несмотря на «роспуск» УПЦ КП, не прекратил носить белый куколь, рассылать документы на бланках УПЦ Киевского патриархата и вручать награды Киевского патриархата. В интервью 22 марта 2019 года он заявил: «Киевского патриархата нет юридически, но есть фактически. Потому что есть патриарх. Поэтому и основания есть вручать ордена. Я их буду вручать и в дальнейшем».

### Конфликт между Филаретом и Епифанием
С начала мая 2019 года в своих публичных высказываниях патриарх Филарет прямо и недвусмысленно дал понять, что его не устраивает устав ПЦУ, который, по его словам, был навязан греками. Главный пункт устава, вызывающий недовольство Филарета, — ротационный принцип формирования Синода. В отличие от Киевского патриархата, где основу Синода составляли его постоянные члены, оказывавшие решающее влияние на принятие основополагающих решений, устав ПЦУ предусматривает постоянную ротацию всех членов Синода, кроме предстоятеля, а институт постоянных членов Синода оставлен лишь на переходный период, после чего будет упразднён. Филарет весьма скоро обнаружил, что утратил контроль над Синодом, но для того, чтобы вернуться к прежней модели работы Синода, необходимо было пересмотреть устав ПЦУ, а для этого — созвать собор епископов.
В начале мая подспудный конфликт в руководстве ПЦУ проявился в средствах массовой информации. Украинская служба Би-би-си указала на усиливающееся противостояние между митрополитом Епифанием и Филаретом, вызванное тем, что Филарет изначально рассчитывал руководить всей жизнью новой церкви, однако его ожидания не оправдались.
Перед 9 мая Филарет разослал бывшим епископам УПЦ Киевского патриархата приглашения во Владимирский собор Киева на «братскую беседу», в ходе которой он рассчитывал заручиться их поддержкой. В интервью ТСН Филарет подтвердил, что не считает Киевский патриархат распущенным. «Ликвидировать Киевский патриархат может только тот, кто его создал», — сказал он. Также Филарет заявил, что объединение православия на Украине пошло по пути неправды и что Объединительный собор православных церквей на Украине был, по его выражению, «не нашим, а Константинопольским». 14 мая на встречу с Филаретом, однако, приехали лишь четыре бывших епископа УПЦ КП: митрополит Белгородский и Обоянский Иоасаф (Шибаев), митрополит Богородский Адриан (Старина), архиепископ Симферопольский и Крымский Климент (Кущ) и епископ Валуйский Пётр (Москалёв).
14 мая на сайте УПЦ КП было опубликовано «Обращение патриарха Филарета ко всей украинской православной пастве»: «Патриарх Филарет остаётся действующим иерархом. Он имеет свою епархию — г. Киев, постоянный член Священного Синода. А раз есть действующий Патриарх, то есть и Киевский Патриархат. УПЦ Киевского Патриархата остаётся зарегистрированной в государственных органах. В частности, зарегистрирована Киевская Патриархия. Это означает, что юридически Киевский Патриархат продолжает существовать».

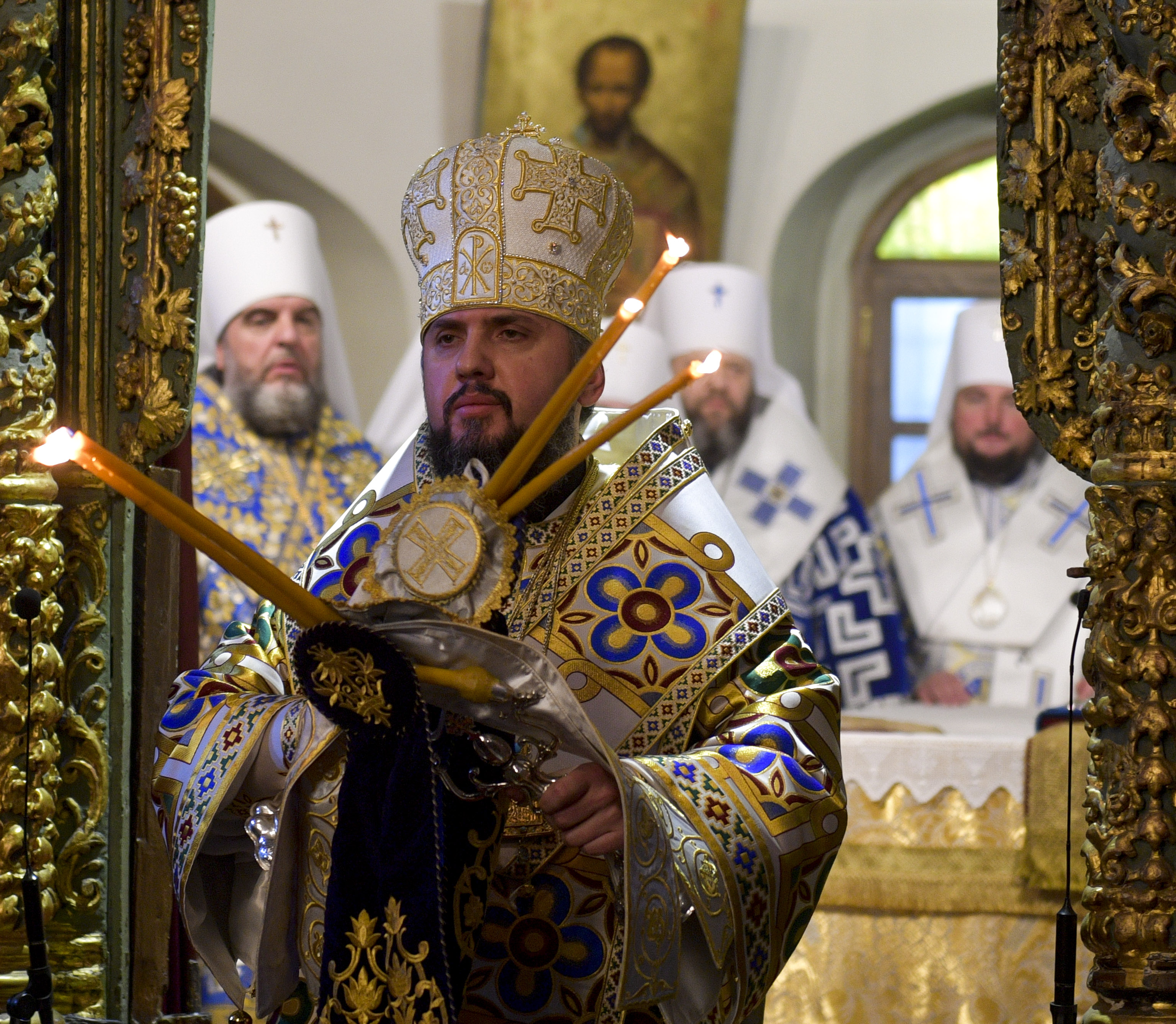
Митрополит Киевский и всея Украины Епифаний

Филарет обвинил предстоятеля ПЦУ митрополита Епифания в нарушении договорённостей, достигнутых во время объединительного собора, которые, по словам Филарета, состояли в следующем: «Предстоятель (Епифаний) будет представлять церковь в православном мире, потому что УПЦ получает статус митрополии, а также он будет помогать патриарху в управлении церковью, но руководство церковью остаётся за патриархом (Филаретом)». По мнению Филарета, невыполнение Епифанием этих договорённостей привело к расколу в церкви: «Митрополит Епифаний не только не сотрудничает с патриархом Филаретом, как обещал, но даже не встречается и не звонит, за исключением нескольких раз. На словах перед духовенством и журналистами говорит о единстве и сотрудничестве, а делает всё противоположное».
В ответ на эти обвинения митрополит Епифаний заявил, что у Филарета было «только желание вернуть старую систему управления, … стремление не меняться и всё держать только в покорении воле одного человека. Если мы будем возвращаться к старому, то это будет нарушение устава и томоса, в котором ясно прописаны нормы управления церковью». Также Епифаний заявил, что перед объединительным собором никаких обещаний Филарету не давал.
23 мая Филарет в эксклюзивном интервью «Настоящему Времени» заявил, что ПЦУ с получением томоса не обрела желаемой независимости. По словам Филарета, участники Объединительного собора не знали содержание томоса: «Если бы мы знали содержание этого томоса, то мы не согласились бы на такой томос», потому что томос «ставит нас почти в такую же зависимость, в которой находится Украинская православная церковь Московского патриархата»: «По названию мы — автокефальная, а на деле мы зависимая от Константинопольского патриархата церковь». Филарет заявил, что не намерен соблюдать условия, содержащиеся в томосе об автокефалии: «не будет выполнять условие томоса по переходу заграничных приходов бывшей УПЦ КП в состав Константинопольского патриархата, отказывается от запрета варить миро и отказывается решать конфликтные ситуации внутреннего характера исключительно по согласованию с Фанаром».
24 мая состоялось заседание синода ПЦУ, который обсудил ситуацию с назревающим расколом внутри организации, однако ему так и не удалось переубедить Филарета, считающего, что УПЦ КП продолжает существовать.
29 мая на сайте ПЦУ был опубликован указ предстоятеля ПЦУ митрополита Епифания. В указе было приведено постановление поместного собора УПЦ КП от 15 декабря 2018 года о самороспуске, подписанное патриархом Филаретом, четырьмя митрополитами, среди которых нынешний предстоятель ПЦУ Епифаний (Думенко), и рядом других иерархов УПЦ КП. Этим постановлением было определено, что деятельность УПЦ КП прекращается путём объединения и присоединения к создаваемой Православной церкви Украины, устав об управлении УПЦ КП и деятельность всех её уставных органов прекращаются, а Киевская патриархия УПЦ КП, являвшаяся религиозным административным центром и центральным исполнительно-распорядительным органом УПЦ КП, прекращает свою деятельность как юридическое лицо после создания и регистрации религиозной организации «Митрополия УПЦ». В связи с тем, что Филарет издавал документы от имени руководства прекратившего свою деятельность религиозного объединения УПЦ КП, «которые сеют смуту среди клира города Киева», митрополит Епифаний своим указом объявил недействительными и не подлежащими исполнению в УПЦ (ПЦУ) все документы и распоряжения, изданные от имени УПЦ КП после 30 января 2019 года.

### Возобновление деятельности Киевского патриархата

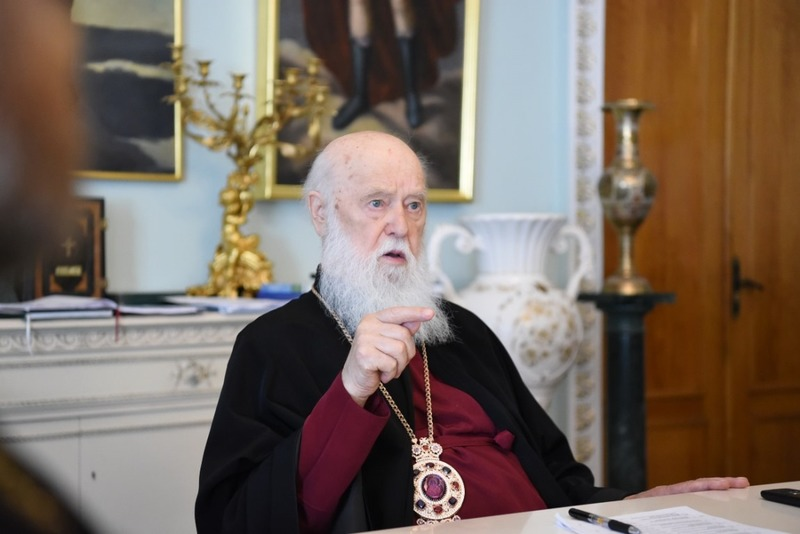
Филарет на встрече настоятелей храмов Киева. 3 июня 2019 г.

3 июня Филарет провёл в своей резиденции закрытую встречу настоятелей храмов города Киева. По окончании встречи священники рассказали журналистам, что владыка Филарет категорически запретил им разглашать подробности своего обращения. Новостная служба ТСН, однако, опубликовала фрагмент полученной аудиозаписи, где Филарет обращается к настоятелям киевских храмов: «У меня к вам просьба: не перерегистрировать приходские уставы на так называемую ПЦУ… Мы собираемся провести Поместный собор. И этот Поместный собор должен принять решение о дальнейшем существовании Киевского патриархата».
В тот же день патриарх Константинопольский Варфоломей на встрече с украинскими журналистами заявил, что Филарет никогда не был и не является главой УПЦ КП: «Что касается Филарета, то его восстановили в епископском сане как бывшего митрополита Киевского. Так называемый патриархат Киевский не существует и никогда не существовал»,— сказал он.
5 июня на сайте УПЦ КП было размещено разъяснение его пресс-службы о том, что проведённое 15 декабря 2018 года собрание священнослужителей УПЦ КП, на котором был подписан документ о прекращении её деятельности, не может рассматриваться как поместный собор, а поэтому подписанный документ не имеет никакой юридической силы. Собрание было проведено исключительно по настоянию организаторов Объединительного съезда, в спешке, без предварительного уведомления и соблюдения юридических формальностей.
11 июня Филарет, выступая на организованном в Киеве форуме украинской интеллигенции «За Украинскую православную церковь! За Киевский патриархат», заявил, что не признаёт томос об автокефалии, выданный Константинопольским патриархатом: «Этот томос мы не принимаем, потому что мы не знали содержания томоса, который нам дали. Если бы мы знали содержание, то 15 декабря не голосовали бы за автокефалию». Филарет объяснил своё непризнание томоса нежеланием «переходить из одной зависимости в другую».
20 июня Филарет провёл собрание священников и мирян, которое он именовал «Поместным собором Украинской православной церкви Киевского патриархата». В собрании приняли участие лишь три архиерея: сам почётный патриарх Филарет (Денисенко), архиепископ Белгородский и Обоянский Иоасаф (Шибаев) и епископ Валуйский Пётр (Москалёв). В этот же день были избраны ещё два будущих епископа УПЦ КП — архимандрит Андрей Маруцак и иеромонах Илья Зеленский.
Собрание отменило постановление архиерейского собора УПЦ КП, состоявшегося 15 декабря 2018 года, о ликвидации церковной структуры: «Поместный собор не утверждает, а отменяет постановление архиерейского, или так называемого Поместного собора, поскольку это был не Поместный собор, а сбор подписей архиереев, одного священника и двух мирян об условной ликвидации УПЦ Киевского патриархата по требованию Вселенского Константинопольского патриарха Варфоломея. Без условной ликвидации Киевского патриархата не могло быть объединительного собора украинских церквей 15 декабря 2018 года и предоставления Томоса об автокефалии», — говорится в постановлении «Поместного собора» УПЦ КП.
Собрание постановило, что Украинская православная церковь Киевского патриархата «зарегистрирована государственным органом и продолжает своё существование и деятельность». Главой УПЦ КП продолжает быть патриарх Киевский и всея Руси Филарет, «избранный пожизненно на Поместном соборе УПЦ Киевского патриархата 20—22 октября 1995 года». Действующим уставом УПЦ КП является устав об управлении УПЦ КП, принятый на соборе 13 мая 2016 года и зарегистрированный Министерством культуры Украины 8 июля 2016 года.
Согласно постановлению, УПЦ КП продолжает быть собственником всех средств и имущества, приобретённого за собственные деньги или переданных государственными органами или органами местного самоуправления, включая храмы, монастыри, учебные заведения. Все банковские счета являются счетами Киевской патриархии как юридического лица. Все монастыри Киева — Михайловский Златоверхий, Феодосиевский, Выдубицкий (Михайловский), а также Николаевский (Богуславский), как и все приходы Киева, принадлежат управлению Киевской патриархии.
В постановлении отмечается, что Томос об автокефалии, предоставленный Украинской православной церкви (ПЦУ) 6 января 2019 года в Константинополе (Стамбуле), не соответствует уставу автокефальных церквей, а поэтому ставит УПЦ в зависимость от Константинопольского патриархата. «Собор благодарит Вселенского Константинопольского патриарха Варфоломея и всех архиереев Матери-Церкви за попытку решить украинскую церковную проблему, но нас не устраивает содержание Томоса об автокефалии Православной церкви Украины», — говорится в постановлении.
В пресс-службе Православной церкви Украины, однако, заявили, что проведённое Филаретом собрание не может быть признано Поместным собором, а его решения ничтожны в юридическом и каноническом плане и не подлежат исполнению: «Мы призываем почётного патриарха Филарета и лиц, которые принимали участие в собрании, понимать все пагубные последствия такого поступка и остановить подрыв единства церкви и единства украинского народа», — говорится в документе.
20 июня заместитель главы управления внешних церковных связей Православной церкви Украины Евстратий (Зоря) на брифинге изложил официальную позицию ПЦУ: «Произошло отделение небольшой части тех, кто принадлежал к единой поместной Украинской православной церкви, в новую структуру, которая для того, чтобы подтвердить свои возможности и полномочия, присваивает себе историческое название УПЦ Киевского патриархата, но таковой не является и быть не может». Евстратий заявил, что в ПЦУ называют произошедшее не расколом, а отделением: «Раскол происходит, когда церковь разделяется из-за важных догматических или канонических вопросов. А когда три архиерея, два из которых представляют одну епархию в России с шестью приходами, собирают собрание, где принимает участие 200 человек, но реально их было меньше, то это отделение, а не разделение или раскол». Евстратий (Зоря) предсказал церкви Филарета (Денисенко) участь маргинальной секты.
29 июля Министерство юстиции Украины «сняло с регистрации и лишило права юридического лица Украинскую православную церковь Киевского патриархата». Почётный патриарх Филарет «обратился в Министерство юстиции и к президенту Украины Владимиру Зеленскому с просьбой продлить регистрацию и защитить права церкви».
4 сентября 2019 года Окружной административный суд Киева приостановил ликвидацию УПЦ Киевского патриархата «до рассмотрения по существу её иска к министерству культуры Украины».
10 января 2020 года Филарет отозвал свою подпись под постановлением Поместного собора УПЦ КП от 15 декабря 2018 года, принявшего решение о её ликвидации.

### Санкции Синода ПЦУ против Филарета и его сторонников
24 июня Священный синод ПЦУ лишил почётного патриарха Филарета права руководства Киевской епархией, но, «принимая во внимание особые заслуги в прошлом перед Украинской православной церковью», оставил его в составе епископата ПЦУ. Все приходы и монастыри Киева, которые до 15 декабря 2018 года находились в составе УПЦ Киевского патриархата и вошли в состав ПЦУ, были переданы в непосредственное подчинение митрополиту Киевскому и всея Украины Епифанию. За участие в действиях, направленных на возникновение противостояния в церковной среде, митрополит Белгородский и Обоянский Иоасаф (Шибаев) и епископ Валуйский, викарий Белгородской епархии Пётр (Москалёв) были исключены из состава епископата ПЦУ. Было объявлено, что все решения, принимаемые Филаретом, не имеют канонической и юридической силы, а «единолично созванное и проведённое почётным патриархом Филаретом 20 июня 2019 года во Владимирском соборе Киева собрание приглашённых им лиц не имело никаких полномочий на принятие решений, в частности, относительно решений Поместного Собора УПЦ Киевского Патриархата (15 декабря 2018), которые в соответствии с уставом УПЦ-КП сразу после подписания президиумом Собора во главе с патриархом Киевским и всея Руси-Украины Филаретом вступили в действие».

## Критика
В 1991 году Александр Нежный в статье в журнале «Огонёк» опубликовал материалы о нарушении Денисенко монашеских обетов, о его тирании и т. п. В это же время Комиссия по расследованию причин и обстоятельств ГКЧП, в работе которой принимал участие Глеб Якунин, опубликовала материалы, где заявлялось, что Филарет (Денисенко) в качестве информатора был завербован КГБ СССР, в отчётах которого фигурировал как агент под псевдонимом «Антонов».
Филарет в 2012 году, отвечая на критику, в интервью Weekly.ua заявил: «Я не женат и никогда не был женат. Всё это неправда. А что касается КГБ, то нужно сказать, что с Комитетом госбезопасности были связаны все без исключения архиереи. Все без исключения! В советские времена никто не мог стать архиереем, если на это не давал согласие КГБ. Поэтому утверждать, что я не был связан с КГБ, было бы неправдой. Был связан, как и все. […] Нужно учесть, что в советском тоталитарном государстве всё было под контролем. Я должен был согласовывать свою деятельность с государством. Например, архиерей не имел права назначить священника на приход без согласия КГБ».
В 2015 году Павел Проценко в статье в «Ежедневном журнале» отмечал, что «разоблачение на страницах перестроечного „Огонька“ рисовало бывшего митрополита Киевского проходимцем, нарушившим монашеские обеты и нечистым на руку». Он критиковал Денисенко за то, что тот «в советскую эпоху, так и в постсоветскую, являлся марионеткой в руках правящих кругов, верой и правдой им служа, для того чтобы самому находиться при власти и кормушке».
В 2016 году Анатолий Шарий в своём блоге «Сенсационная находка в центре Киева» сообщил, что в 2012 году в Киеве была выведена из реестра охраняемых памятников архитектуры территория раскопок палат князя Владимира Святославича. Её получила в аренду УПЦ КП, начавшая строительство резиденции Патриарха, несмотря на протесты общественности и учёных. В итоге большая часть исторического фундамента древних палат была уничтожена.

## Награды
Государственные награды СССР
- Орден Дружбы народов (22 января 1979) — за патриотическую деятельность в защиту мира[108]
- Орден Трудового Красного Знамени (3 июня 1988) — за активную миротворческую деятельность и в связи с 1000-летием крещения Руси[109]

Государственные награды Украины
- звание Герой Украины со вручением Ордена Государства (8 января 2019) — за выдающуюся историческую роль в становлении независимой Православной церкви Украины, деятельность, направленную на возрождение духовности украинского народа, подъём авторитета православия, утверждение идеалов милосердия и межконфессионального согласия[1][110]
- Орден Свободы (23 января 2009) — за многолетнюю плодотворную церковную деятельность и утверждение идеалов духовности, милосердия и согласия в обществе[111]
- Орден князя Ярослава Мудрого:
  - I степени (22 июля 2008) — за выдающийся личный вклад в утверждение духовности, гуманизма и милосердия, многолетнюю плодотворную церковную деятельность и по случаю 1020-летия крещения Киевской Руси[112]
  - II степени (18 октября 2006) — за выдающийся личный вклад в развитие поместной православной церкви на Украине, многолетнюю церковную деятельность в утверждение идеалов духовности, милосердия и межконфессионального согласия в обществе[113]
  - III степени (23 января 2004) — за выдающийся личный вклад в утверждение православия на Украине, развитие межконфессиональных связей, многолетнюю плодотворную религиозную, миротворческую и благотворительную деятельность и по случаю 75-летия со дня рождения[114]
  - IV степени (25 июня 2002) — за выдающиеся личные заслуги перед Украиной в сфере государственно-церковных отношений, многолетнюю плодотворную религиозную деятельность[115]
  - V степени (21 августа 1999) — за многолетнюю плодотворную церковную деятельность, весомый личный вклад в утверждение принципов христианской морали в обществе[116]

Первый (одновременно с митрополитом Владимиром (Сабоданом)) в истории наградной системы независимой Украины полный кавалер ордена князя Ярослава Мудрого;
- Орден «За заслуги» I степени (22 января 2014) (отказался, см. ниже) — за значительный личный вклад в социально-экономическое, научно-техническое, культурно-просветительное развитие Украинского государства, весомые трудовые достижения, многолетний добросовестный труд[117]
- Знак отличия Президента Украины — Крест Ивана Мазепы (20 января 2010) — за выдающийся личный вклад в духовное обогащение украинского народа, многолетнюю плодотворную церковную деятельность[118].
- Почётная грамота Кабинета министров Украины (2010)[119]

Церковные награды
В бытность иерархом РПЦ награждён многочисленными церковными орденами как Московского патриархата, так и иных поместных Православных Церквей.
Священным Синодом УПЦ КП награждён церковными орденами — святого равноапостольного князя Владимира I степени (1999 год, в связи с юбилеем 70-летия со дня рождения) и святого апостола Андрея Первозванного I степени (2004 год, в связи с юбилеем 75-летия со дня рождения).
Прочее
- Почётный член Московской духовной академии (1970)[119]
- Почётный член Ленинградской духовной академии (1973)[119]
- Почётный доктор богословия Будапештской реформаторской духовной академии (1979)[119]
- Почётный доктор богословия Пряшевского богословского факультета (1980)[119]
- Почётный гражданин Киева (2008)[120]
- Почётный член кафедры анатомии животных им. акад. В. Г. Касьяненко НУБиП Украины (2012)[121]
- Почётный доктор НУБиП Украины (2014)[122]
- Орден «За интеллектуальную отвагу» (2018)

Отказался
В январе 2014 года Филарет отказался от вручения ему ордена «За заслуги» I степени, а также от вручения присуждённого ему в связи с 85-летием синодом УПЦ КП ордена святого апостола Иоанна Богослова:
В условиях, которые сегодня сложились в Украине, когда погибли люди, а в центре Киева продолжается жестокое противостояние, я прошу не вручать мне наград. Это моё решение также поддержали члены Священного Синода и другие архиереи